# Spanische Nationalmannschaft Skibergsteigen
Die spanische Nationalmannschaft Skibergsteigen wird im vom spanischen Bergsteiger- und Kletterverband Federación Española de Deportes de Montaña y Escalada (FEDME) aufgestellt.

## Programa Nacional de Tecnificación Deportiva
Im Rahmen des Programa Nacional de Tecnificación Deportiva (PNTD) - Esquí de Montaña stellt die FEDME auch die Juniorennationalmannschaft Equipo PNTD Esquí de Montaña auf. Das PNTD und umfasst die Sportarten Klettern, Skibergsteigen und Bergsteigen. Es entstand 2002 aus dem Programa de Detección de Talentos (deutsch Programm für Talentsuche) und dem Programa Futuras Selecciones (deutsch Programm zukünftige Mannschaftsauswahlen).

## Kader
Der spanische Nationalkader verfügt über leistungsstarke Nachwuchsläufer, die regelmäßig auch an Teamwettbewerben der Senioren teilnehmen und aufgrund ihrer Einzelergebnisse immer wieder in der Seniorenwertung erscheinen.